# Кирил Живкович
Кирил Живкович е български и сръбски духовник, книжовник.

## Биография
Както самият той отбелязва, е „роден в Пироте, в пределе Болгарии в 1730 лето“. В 1737 година семейството му се преселва в Бачка, тогава в Хабсбургската монархия. Получава монашески сан в манастира Зограф на Атон. По време на неговото завършване в Пиротско йеромонах Кирил е игумен на Темския манастир. През 1760-1765 година е учител в Темския манастир.
От 1786 година е епископ в Пакрац, Западна Славония и над две десетилетия управлява епархията си. Умира през лятото на 1807 година в Пакрац.

## Книжовно дело
Негово дело са общо два ръкописа и две печатни книги. По-известен от тях е Темският ръкопис. Темският ръкопис е сборник от 1764 година със заглавие „Из душевного обреда в’ неделных днех слова избрана. На прости язык болгарскій“. Ръкописът е паметник, отразяващ състоянието на преходните у-говори (известни и като торлашки диалекти) през средата на XVIII век.
Живкович издава във Виена през 1794 г. „Житие святихъ сербских просветителей Симеона и Сави“.